# سیارک ۲۳۳۳
سیارک ۲۳۳۳ (به انگلیسی: 2333 Porthan، نامگذاری:1943EP) دو هزار و سیصد و سی و سومین سیارک کشف شده‌است که در ۳ مارس ۱۹۴۳ کشف شد.
قدر مطلق سیارک برابر ۱۱٫۵۰ است.